# غادة السمان
غادة أحمد السمان (مواليد 1942) كاتبة وأديبة سورية. ولدت في دمشق لأسرة دمشقية. أصدرت مجموعتها القصصية الأولى «عيناك قدري» في العام 1962 واعتبرت يومها واحدة من الكاتبات النسويات اللواتي ظهرن في تلك الفترة، مثل كوليت خوري وليلى بعلبكي. استطاعت أن تقدم أدباً مختلفاً ومغايراً خارج الإطار الضيق لمشاكل المرأة والحركات النسوية.

## طفولتها وتعليمها
ولدت غادة في دمشق لأسرة شامية برجوازية؛ والدها هو الدكتور أحمد السمان الذي كان رئيس للجامعة السورية وشغل منصب وزير التعليم في سوريا لفترة من الوقت، وتأثرت به كثيرًا بسبب وفاة والدتها وهي صغيرة. كان والدها محبًا للعلم والأدب العالمي ومولعًا بالتراث العربي في الوقت نفسه، وهذا كله منح شخصية غادة الأدبية والإنسانية أبعادًا متعددة ومتنوعة. ويقال أن لها صلة قربى بالشاعر السوري نزار قباني.[بحاجة لمصدر]
درست في المدرسة الفرنسية في دمشق (الليسيه) وتخرجت منها، ثم انتقلت للتعلم في المدارس الحكومية باللغة العربية. وفي عام 1962 أصدرت مجموعتها القصصية الأولى “عيناك قدري” وكانت تبلغ من العمر 20 عامًا، واستطاعت ان تقدم أدبا مختلفا ومتميزا خرجت به من الإطار الضيق لمشاكل المرأة والحركات النسوية إلى آفاق اجتماعية ونفسية وإنسانية.
التحقت بالجامعة السورية في دمشق وتخرجت منها عام 1963 ونالت شهادة الإجازة الجامعية في الأدب الإنجليزي، كما حصلت على شهادة الماجستير في مسرح اللامعقول من الجامعة الأمريكية في بيروت، ثم على الدكتوراه من جامعة القاهرة. عملت كمعلمة للغة الإنجليزية في المدرسة الثانوية بدمشق، وكأمينة مكتبة، عملت أيضا ككاتبة في مجلة (الأسبوع العربي) و (الحدث) وغيرها وعملت في الصحافة وبرز اسمها أكثر وصارت واحدة من أهم نجمات الصحافة هناك يوم كانت بيروت مركزا للأشعاع الثقافي. ظهر إثر ذلك في مجموعتها القصصية الثانية «لا بحر في بيروت» عام 1965. في عام 1978 أسست بمساعدة زوجها دار نشر باسم (منشورات غادة السمان).
سافرت غادة إلى أوروبا وتنقلت بين معظم العواصم الأوربية وعملت كمراسلة صحفية لكنها عمدت أيضا إلى اكتشاف العالم وصقل شخصيتها الأدبية بالتعرف على مناهل الأدب والثقافة هناك، وظهر أثر ذلك في مجموعتها الثالثة «ليل الغرباء» عام 1966 التي أظهرت نضجا كبيرا في مسيرتها الأدبية وجعلت كبار النقاد آنذاك مثل محمود أمين العالم يعترفون بها وبتميزها. ورغم أن توجها الفكري اقرب إلى الليبرالية الغربية، إلا أنها ربما كانت حينها تبدي ميلا إلى التوجهات اليسارية السائدة آنذاك في بعض المدن العربية وقد زارت عدن في اليمن الجنوبي في عهدها الماركسي وافردت لعدن شيئا من كتاباتها.
كانت هزيمة حزيران 1967 بمثابة صدمة كبيرة لغادة السمان وجيلها، يومها كتبت مقالها الشهير «أحمل عاري إلى لندن»، كانت من القلائل الذين حذروا من استخدام مصطلح «النكسة» وأثره التخديري على الشعب العربي. لم تصدر غادة بعد الهزيمة شيئا لفترة من الوقت لكن عملها في الصحافة زادها قربا من الواقع الاجتماعي وكتبت في تلك الفترة مقالات صحفية كونت سمادا دسما لمواد أدبية ستكتبها لاحقا.
في عام 1973 أصدرت مجموعتها الرابعة «رحيل المرافئ القديمة» والتي اعتبرها البعض الأهم بين كل مجاميعها حيث قدمت بقالب أدبي بارع المأزق الذي يعيشه المثقف العربي والهوة السحيقة بين فكرة وسلوكه. في أواخر عام 1974 أصدرت روايتها «بيروت 75» والتي غاصت فيها بعيدا عن القناع الجميل لسويسرا الشرق إلى حيث القاع المشوه المحتقن، وقالت على لسان عرافة من شخصيات الرواية «أرى الدم.. أرى كثيرا من الدم» وما لبثت أن نشبت الحرب الأهلية بعد بضعة أشهر من صدور الرواية. مع روايتيها «كوابيس بيروت» 1977 و«ليلة المليار» 1986 تكرست غادة كواحدة من أهمّ الروائيين والروائيات العرب.

## حياتها الخاصة
تزوجت غادة في أواخر الستينات من بشير الداعوق صاحب دار الطليعة وأنجبت ابنها الوحيد حازم الذي أسمته تيمنا باسم أحد أبطالها في مجموعة ليل الغرباء. كان زواجهما آنذاك بمثابة الصدمة أو ما سمي بلقاء الثلج والنار، لما كان يبدو من اختلاف في الطباع الشخصية، كان بشير الداعوق سليل أسرة الداعوق البيروتية العريقة بعثي الانتماء ولا يخفي ذلك وظل كذلك إلى وفاته في 2007.

## أعمالها الأدبية

### مجموعة «الأعمال غير الكاملة»
1. أعلنت عليك الحب - 1979 - عدد الطبعات 14
2. زمن الحب الآخر- 1978- عدد الطبعات 5.
3. الجسد حقيبة سفر- 1979- عدد الطبعات 3.
4. السباحة في بحيرة الشيطان - 1979- عدد الطبعات 5.
5. ختم الذاكرة بالشمع الأحمر- 1979- عدد الطبعات 4.
6. اعتقال لحظة هاربة- 1979- عدد الطبعات 5.
7. مواطنة متلبسة بالقراءة - 1979- عدد الطبعات 3.
8. الرغيف ينبض كالقلب- 1979- عدد الطبعات 3.
9. ع غ تتفرس- 1980- عدد الطبعات3.
10. صفارة إنذار داخل رأسي- 1980- عدد الطبعات 2.
11. كتابات غير ملتزمة- 1980- عدد الطبعات 2.
12. الحب من الوريد إلى الوريد - 1981- عدد الطبعات 4.
13. القبيلة تستجوب القتيلة- 1981- عدد الطبعات 2.
14. البحر يحاكم سمكة - 1986- عدد الطبعات 1
15. تسكع داخل جرح- 1988- عدد الطبعات 1.
16. محاكمة حب..

### المجموعات القصصية
1. عيناك قدري- 1962- عدد الطبعات 9.
2. لا بحر في بيروت- 1963- عدد الطبعات 8.
3. ليل الغرباء- 1967- عدد الطبعات 8.
4. رحيل المرافئ القديمة- 1973- عدد الطبعات 6.
5. زمن الحب الآخر
6. القمر المربع

### الروايات الكاملة
1. بيروت 75-1975- عدد الطبعات 5.
2. كوابيس بيروت - 1976- عدد الطبعات 6.
3. ليلة المليار- 1986- عدد الطبعات 2.
4. الرواية المستحيلة (فسيفساء دمشقية)
5. سهرة تنكرية للموتى (موزاييك الجنون البيروتي) - 2003 - عدد الطبعات 2
6. يا دمشق وداعاً (فسيفساء دمشقية) -2015- [4]

### المجموعات الشعرية
1. حب- 1973 - عدد الطبعات9.
2. أعلنت عليك الحب- 1976- عدد الطبعات 9.
3. اشهد عكس الريح- 1987- عدد الطبعات1.
4. عاشقة في محبرة - شعر- 1995.
5. رسائل الحنين إلى إلياسمين
6. الأبدية لحظة حب
7. الرقص مع البوم
8. الحبيب الافتراضي
9. ولا شيء يسقط كل شيء !

### مجموعة أدب الرحلات
1. الجسد حقيبة سفر
2. غربة تحت الصفر
3. شهوة الأجنحة
4. القلب نورس وحيد
5. رعشة الحرية

### أعمال أخرى
1. الأعماق المحتلة- 1987- عدد الطبعات:1.
2. رسائل غسان كنفاني إلى غادة السمان- 1992.

### الكتب التي صدرت عن حياة غادة السمان
1. غادة السمان بلا أجنحة- د. غالي شكري- دار الطليعة 1977.
2. غادة السمان الحب والحرب- د. إلهام غالي- دار الطليعة 1980.
3. قضايا عربية في أدب غادة السمان- حنان عواد- دار الطليعة 1980.
4. الفن الروائي عند غادة السمان- عبد العزيز شبيل- دار المعارف - تونس 1987.
5. تحرر المرأة عبر أعمال غادة وسيمون دي بوفوار- نجلاء الاختيار (بالفرنسية) الترجمة عن دار الطليعة 1990.
6. التمرد والالتزام عند غادة السمان (بالإيطالية) بأولادي كابوا- الترجمة عن دار الطليعة 1991.
7. غادة السمان في أعمالها غير الكاملة- دراسة - عبد اللطيف الأرناؤوط- دمشق 1993.

## من أشهر أقوالها
- لم يعد الفراق مخيفاً يوم صار اللقاء موجعاً هكذا.[5]
- أي هرب ما دامت الأشياء تسكننا، وما دمنا حين نرحل هرباً منها، نجد أنفسنا وحيدين معها وجهاً لوجه !
- قد يكون ضرورياً أن تظل هنالك أسئلة لا جواب كي نستمر في في الحياة والكفاح والبحث.
- فلينفجر القلب بلحظة ذل: تعال أنني أكره كل ما فيك... وأحبك أحبك أحبك.
- عيناك قدري لا أستطيع أن أهرب منهما وأنا أرسمهما في كل مكان وأرى الأشياء خلالهما
- لا تخن حياتك وابتسم، فأنت حي. غادة السمان
- حين تختار أن ترحل معي على متن طائرتي الورقية الملونة، بدلاً من طائرتك الخاصة النفاثة، تصير حبيبي.

## وصلات خارجية
- غادة السمان على موقع بوابة الشعراء